# Jelení loučky
Jelení loučky (historyczna nazwa niem. Hirsch Berg) – szczyt (góra) o wysokości 1205 m n.p.m. (podawana jest też wysokość 1205,3 m n.p.m.  )   w paśmie górskim Wysokiego Jesionika (cz. Hrubý Jeseník), w północno-wschodnich Czechach, w Sudetach Wschodnich, na Śląsku, w obrębie gminy Vrbno pod Pradědem, oddalony o około 7,5 km na północny wschód od szczytu góry Pradziad (cz. Praděd). Rozległość góry (powierzchnia stoków) szacowana jest na około 3,3 km², a średnie nachylenie wszystkich stoków wynosi około 10°.

## Charakterystyka

### Lokalizacja
Góra Jelení loučky położona jest w północnym rejonie całego pasma Wysokiego Jesionika, leżąca w części Wysokiego Jesionika, w północnym obszarze (mikroregionu) o nazwie Masyw Orlíka (cz. Medvědská hornatina), mająca kopulasty kształt części szczytowej. Jest położona w parze szczytów Jelení loučky – Černý vrch, mających podobne wysokości. To drugi pod względem wysokości szczyt Masywu Orlíka (po szczycie Medvědí vrch) usytuowany na ramieniu bocznym tego Masywu, ciągnącym się od góry Jelení kameny do góry Kamenec (3). Jest szczytem rozpoznawalnym m.in. z drogi okalającej połać szczytową góry Pradziad (kopuła szczytowa z charakterystycznym przerzedzeniem zalesienia widoczna na lewo poniżej linii patrzenia w kierunku góry Orlík), a z innego charakterystycznego punktu widokowego – z drogi okalającej szczyt góry Dlouhé stráně niewidoczny, bo przysłonięty górą Velký Jezerník. 
Górę ograniczają: od północnego zachodu przełęcz Orlík o wysokości 1098 m n.p.m. w kierunku szczytu Děrná i dolina potoku o nazwie Hraniční potok, od północy przełęcz Zvuk o wysokości 992 m n.p.m. w kierunku szczytu Ostruha–JV, od północnego wschodu dolina potoku Bílý potok, od wschodu przełęcz o wysokości 1178 m n.p.m. w kierunku szczytu Černý vrch, od południowego wschodu dolina nienazwanego potoku, będącego dopływem potoku o nazwie Skalní potok oraz od południa dolina potoku Skalní potok. W otoczeniu góry znajdują się następujące szczyty: od północy Ostruha i Ostruha–JV, od północnego wschodu Medvědí louka, od wschodu Černý vrch, od południa Mrazový vrch, od południowego zachodu Osikový vrch, Lysý vrch i Lysý vrch–J, od zachodu Ztracený vrch oraz od północnego zachodu Děrná, Děrná–S i Malé Bradlo. 

### Stoki

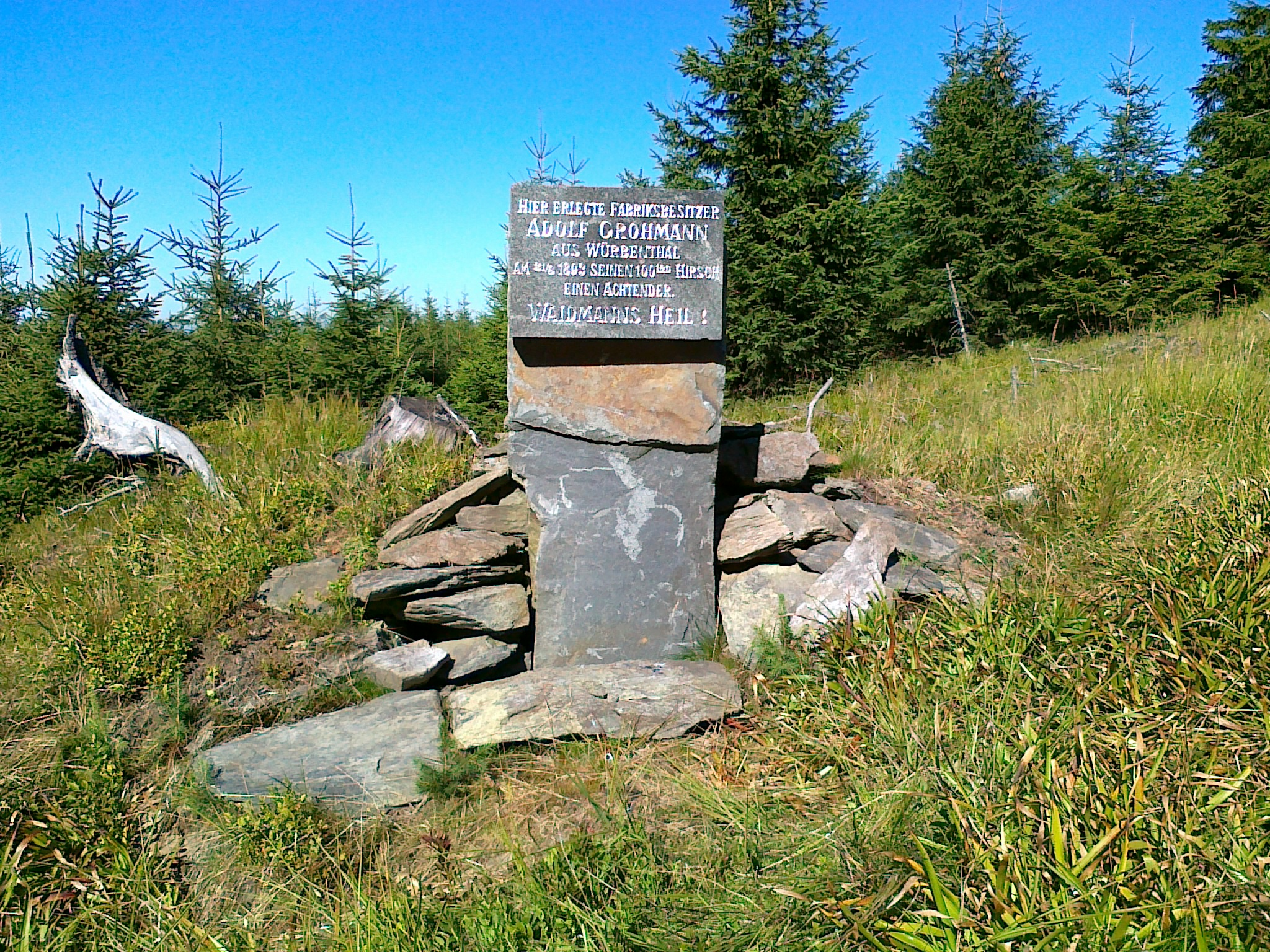
Pomnik poświęcony Adolfowi Grohmannowi na stoku góry Jelení loučky (2016 rok)

W obrębie góry można wyróżnić pięć następujących zasadniczych stoków:
- północny o nazwie Černava
- północno-wschodni o nazwie Kaliště
- wschodni
- południowy o nazwie Na spáleništi
- zachodni

Wszystkie stoki są zalesione w zdecydowanej większości borem świerkowym, ze zmiennością wysokości zalesienia, z występującymi licznymi polanami i przerzedzeniami, szczególnie blisko kopuły szczytowej oraz na stoku północno-wschodnim. W obrębie stoków nie występują grupy skalne lub większe pojedyncze skaliska. 
Stoki mają stosunkowo jednolite, łagodne i zróżnicowane nachylenia. Średnie nachylenie stoków waha się bowiem od 4° (stok wschodni) do 12° (stok południowy). Średnie nachylenie wszystkich stoków góry (średnia ważona nachyleń stoków) wynosi około 10°. Maksymalne średnie nachylenie u podnóża stoku północnego w pobliżu płynącego potoku Hraniční potok na odcinku 50 m nie przekracza 25°. Stoki pokryte są siecią dróg (m.in. Černohorská cesta, Jazyková cesta, Trasa loučky czy Utopená) oraz na ogół nieoznakowanych krzyżujących się ścieżek i duktów. Przemierzając je zaleca się korzystanie ze szczegółowych map, z uwagi na zawiłości ich przebiegu, zalesienie oraz zorientowanie w terenie.
Blisko przecinki szczytowej postawiono kamienny pomnik poświęcony dawnemu właścicielowi fabryki z miejscowości Vrbno pod Pradědem, Adolfowi Grohmannowi, z następującą inskrypcją:

HIER ERLEGTE FABRIKSBESITZER
ADOLF GROHMANN
AUS WÜRBENTHAL
AM 31/8 1893 SEINEN 100/len HIRSCH
EINEN ACHTENDER.
WAIDMANNS HEIL!

### Szczyt

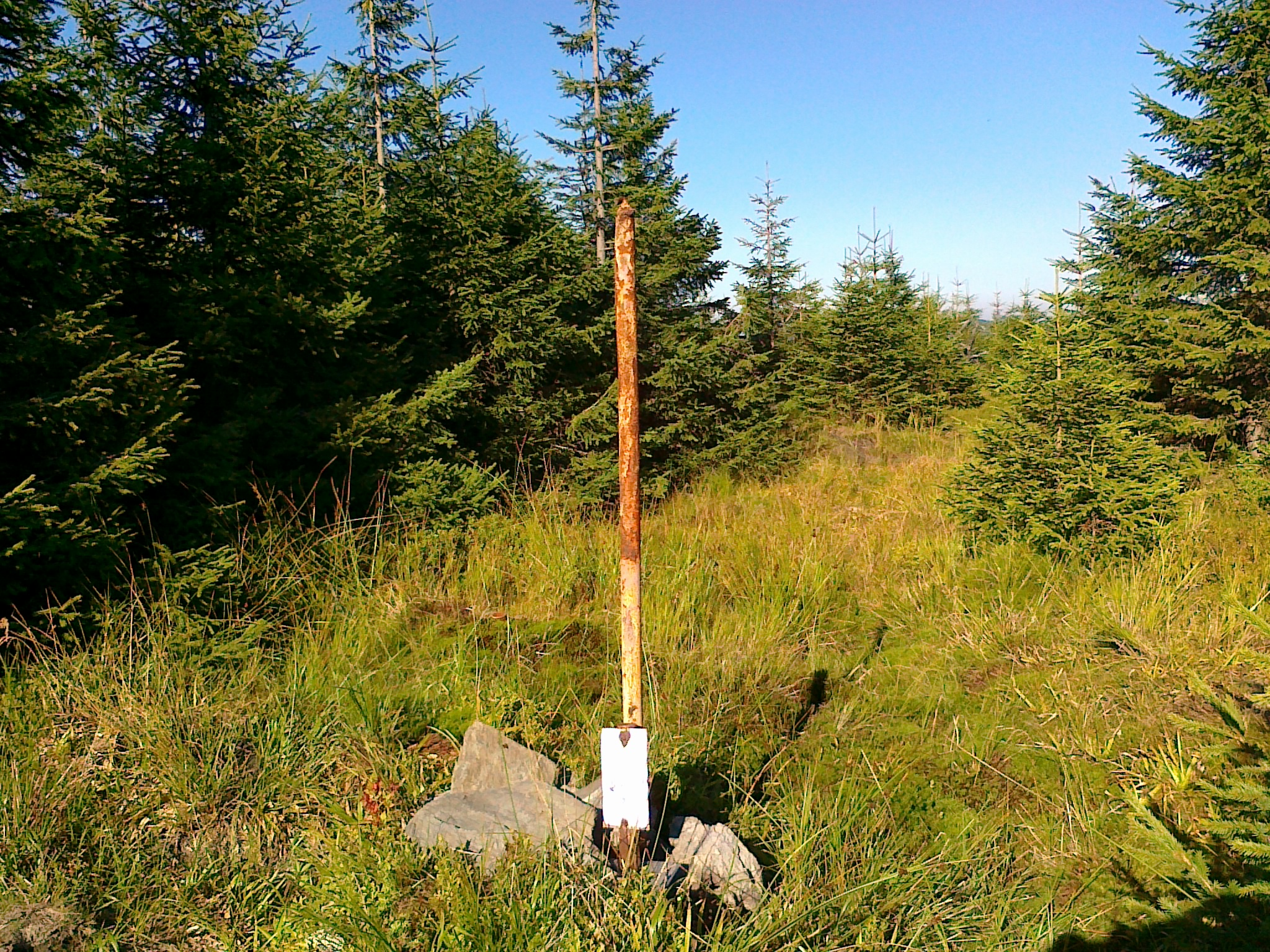
Punkt geodezyjny na szczycie góry Jelení loučky (2016 rok)

Jelení loučky są szczytem pojedynczym. Na szczyt nie prowadzi żaden znakowany szlak turystyczny. Szczyt znajduje się wśród zalesienia borem świerkowym, pokryty trawą wysokogórską. Z powodu zalesienia nie jest on punktem widokowym. Na szczycie znajduje się punkt geodezyjny, oznaczony na mapach geodezyjnych numerem (1.), o wysokości 1205,26 m n.p.m. oraz współrzędnych geograficznych (50°08′46,38″N 17°15′58,46″E/50,146217 17,266239), z widocznym koło niego zamontowanym, przełamanym stalowym słupkiem. Ponadto blisko połaci szczytowej postawiono w 2021 roku pomnik poświęcony zmarłemu leśnikowi Petrowi Poláchowi.  
Dojście do szczytu, następuje z żółtego szlaku turystycznego . Przechodząc z przystanku turystycznego o nazwie (cz. Jelení loučky) odcinek o długości około 250 m w stronę skrzyżowania turystycznego o nazwie (cz. Pásmo Orlíka), dojdziemy do przecinki, w którą należy skręcić w prawo i po przejściu odcinka o długości około 500 m dotrzemy do połaci szczytowej. Z przecinki szczytowej, będącej niewielką polaną roztaczają się perspektywy w kierunku szczytów Orlík, Medvědí vrch i Černý vrch.

### Geologia
Pod względem geologicznym masyw góry Jelení loučky należy do jednostki określanej jako kopuła Desny i zbudowany jest ze skał metamorficznych, głównie: blasto-mylonitów (biotytów, chlorytów i muskowitów), skał magmowych, głównie meta-granitoidów oraz skał osadowych, głównie meta-zlepieńców.

### Wody
Grzbiet główny (grzebień) góry Pradziad, biegnący od przełęczy Skřítek do przełęczy Červenohorské sedlo oraz dalej do przełęczy Ramzovskiej (cz. Ramzovské sedlo) jest częścią granicy Wielkiego Europejskiego Działu Wodnego, dzielącej zlewiska Morza Bałtyckiego i Morza Czarnego . 
Szczyt wraz ze stokami góry Jelení loučky położony jest na północny wschód od tej granicy, należy więc do zlewni Morza Bałtyckiego, do którego płyną wody m.in. z dorzecza rzeki Odry, będącej przedłużeniem płynących z tej części Wysokiego Jesionika górskich potoków (m.in. płynących w pobliżu góry potoków Hraniční potok, Bílý potok czy Skalní potok). Ze stoku północno-wschodniego bierze swój początek krótki, nienazwany potok, będący dopływem wspomnianego wcześniej potoku o nazwie Bílý potok. Z uwagi na stosunkowo łagodne nachylenia stoków, w obrębie góry nie występują m.in. wodospady czy kaskady.

## Ochrona przyrody
Cała góra znajduje się w obrębie wydzielonego obszaru objętego ochroną o nazwie Obszar Chronionego Krajobrazu Jesioniki (cz. Chráněná krajinná oblast (CHKO) Jeseníky), a utworzonego w celu ochrony utworów skalnych, ziemnych i roślinnych  oraz rzadkich gatunków zwierząt. Na stokach nie utworzono żadnych rezerwatów przyrody lub innych obiektów nazwanych pomnikami przyrody. Ponadto na obszarze góry nie wytyczono żadnych ścieżek dydaktycznych.

## Turystyka

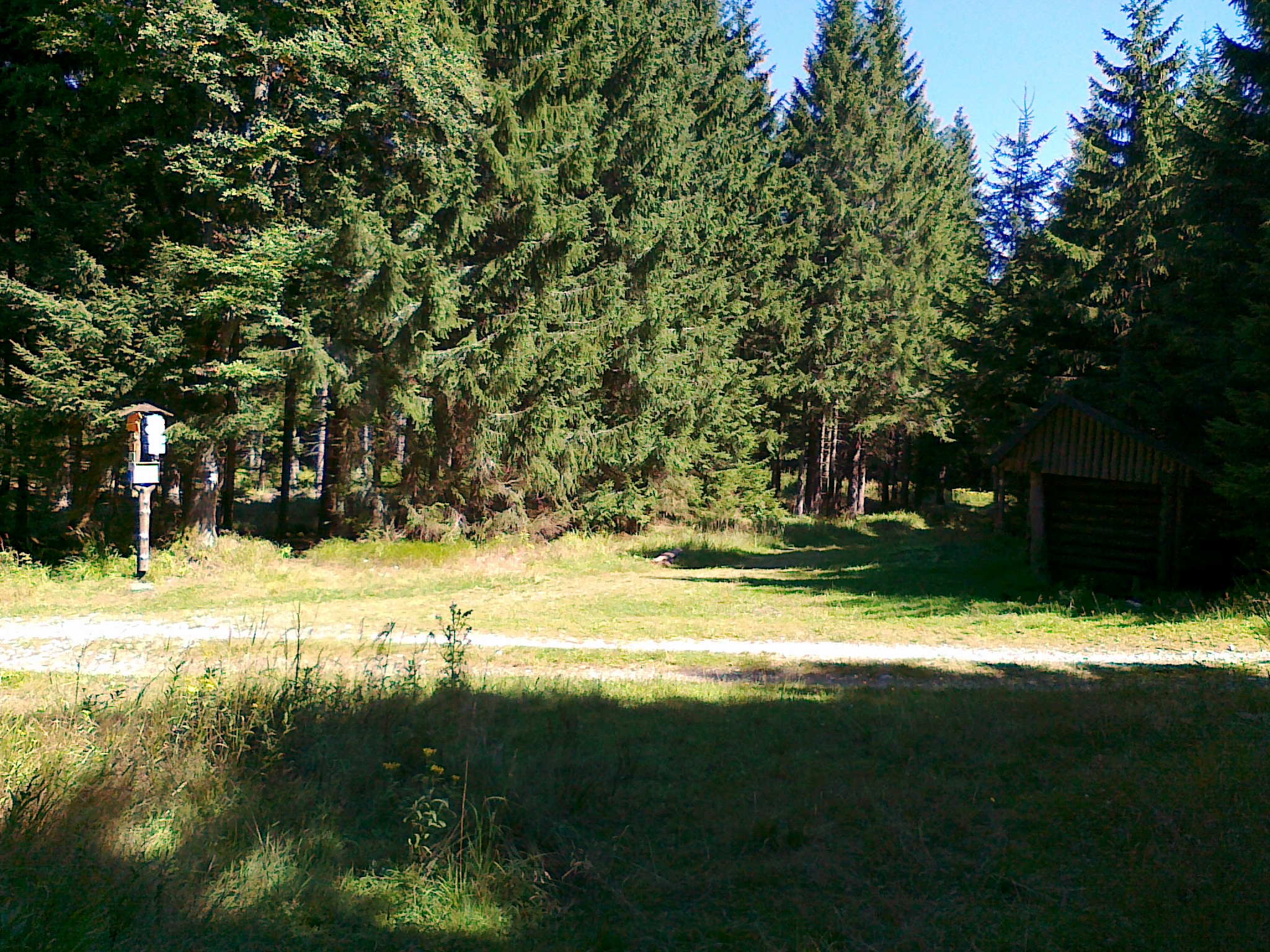
Skrzyżowanie turystyczne Lysý vrch (rozc.) (2016 rok)

Na górze Jelení loučky nie ma żadnego schroniska turystycznego lub hotelu górskiego. Do bazy turystycznej w osadzie Bělá z położonym blisko drogi nr 450 schroniskiem turystycznym Chata Eduard jest od szczytu około 4,2 km w kierunku południowo-zachodnim. Nieco bliżej, bo w odległości około 3,8 km na południowy zachód od szczytu położony jest parking na przełęczy Videlské sedlo, gdzie przechodzi żółty szlak turystyczny  i jedyny zielony szlak rowerowy . Ponadto jest około 4,5 km w kierunku południowym od szczytu do osady Vidly ze znajdującym się w niej górskim hotelem Vidly i około 7,5 km w kierunku południowo-wschodnim do miejscowości Vrbno pod Pradědem. Z uwagi na znaczne odległości do baz turystycznych góra ma ograniczone znaczenie turystyczne.
Kluczowym punktem turystycznym jest oddalone o około 1,9 km na południowy zachód od szczytu skrzyżowanie turystyczne o nazwie (cz. Lysý vrch (rozc.)) z podaną na tablicy informacyjnej wysokością 1001 m, ze stojącą tam wiatą turystyczną, przez które przechodzi szlak turystyczny, szlak rowerowy oraz trasy narciarstwa biegowego.

### Szlaki turystyczne, rowerowe i trasy narciarskie
Na wielu stronach internetowych poświęconych pieszej turystyce w Wysokim Jesioniku proponuje się turystom przebywającym w miejscowości Vrbno pod Pradědem łączone trasy złożone z przebiegu różnych szlaków m.in. szlaków na stokach góry Jelení loučky. Klub Czeskich Turystów (cz. Klub Českých Turistů) wytyczył w obrębie góry jeden szlak turystyczny na trasie:
 Rejvíz – narodowy rezerwat przyrody Rejvíz – góra Přední Jestřábí – góra Přední Jestřábí–JZ – szczyt Kazatelny–SV  – szczyt Kazatelny – przełęcz Kristovo loučení – góra Medvědí louka – góra Ostruha–JV – góra Jelení loučky – góra Děrná – góra Ztracený vrch – góra Lysý vrch – góra Osikový vrch – przełęcz Videlské sedlo – góra Malý Děd – schronisko Švýcárna
W obrębie góry wyznaczono jedyny szlak rowerowy na trasie:
 Videlské sedlo – góra Osikový vrch – góra Lysý vrch – góra Ztracený vrch – góra Děrná – Ostruha–JV – góra Ostruha – przełęcz Kristovo loučení – przełęcz Prameny Opavice – góra Příčný vrch – góra Lysý vrch – Zlaté Hory
W okresach ośnieżenia wzdłuż części żółtego szlaku turystycznego  i zielonego szlaku rowerowego  wytyczono trasy narciarstwa biegowego. W obrębie góry nie poprowadzono żadnej trasy narciarstwa zjazdowego.